# 1448년

## 연호
- 명(明) 정통(正統) 13년
- 일본(日本) 분안(文安) 5년
- 후 레 왕조(後黎朝) 다이호아(大和) 6년

## 기년
- 명(明) 영종 정통제(英宗 正統帝) 13년
- 조선(朝鮮) 세종(世宗) 30년
- 후 레 왕조(後黎朝) 인종(仁宗) 6년

## 사건
- 조선의 제6대 국왕 단종이 세종에 의해 왕세손에 책봉됨.
- 11월 17일(음력) - 세종대왕, 동국정운 반포